# Algemene verkiezingen in Kenia (1992)

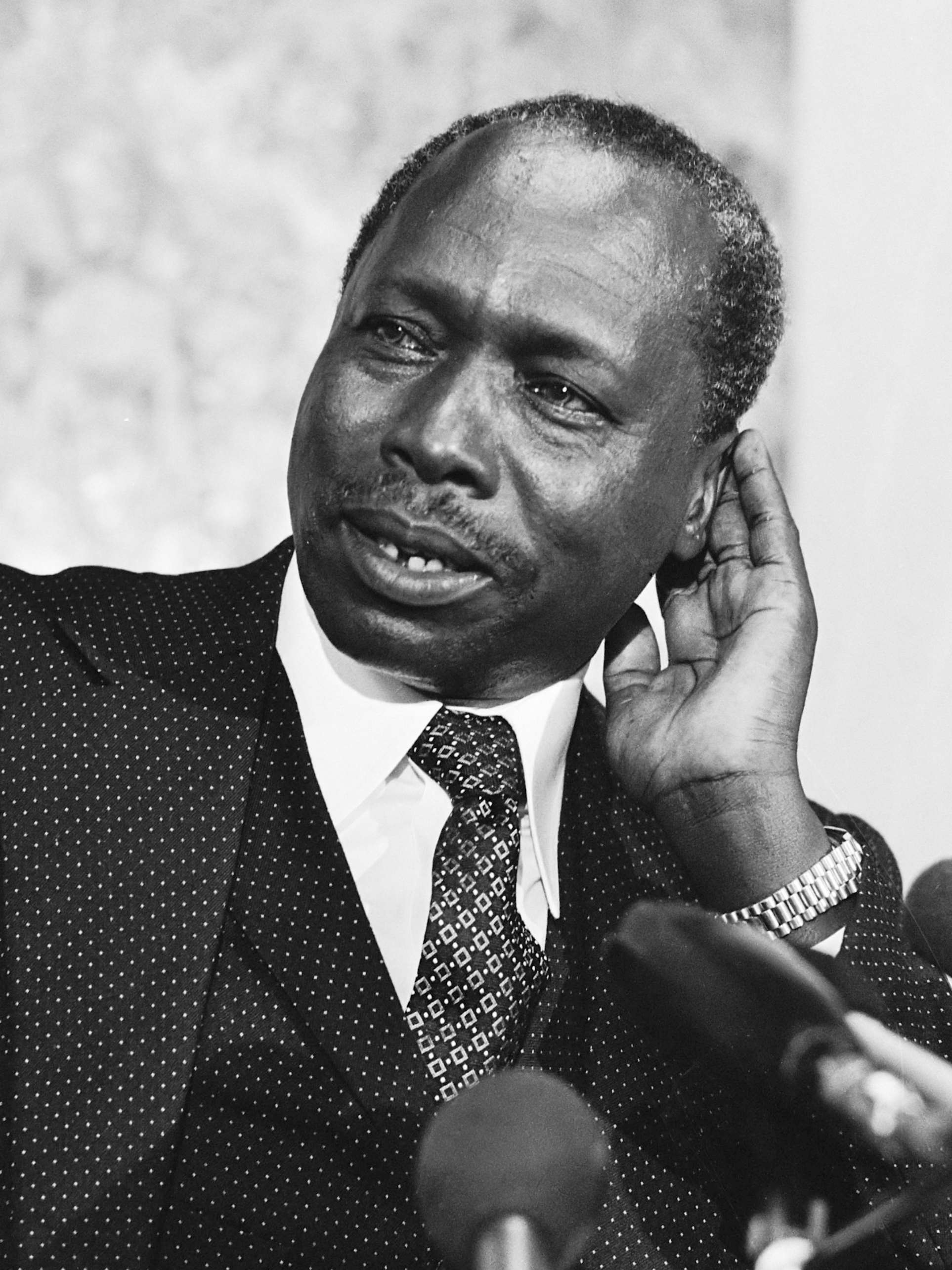
President Daniel arap Moi, aan de macht sinds 1978, werd in 1992 als president herkozen met 36,35% van de stemmen.

De algemene verkiezingen in Kenia in 1992 werden op 29 december gehouden. De verkiezingen behelsden de verkiezing van de Nationale Vergadering (parlement) en de verkiezing van een president. Het waren de eerste verkiezingen sinds de afschaffing van de eenpartijstaat in december 1991. Dit hield in dat er naast de regeringspartij Kenya African National Union (KANU) meerdere partijen mochten meedoen aan de verkiezingen. Als belangrijkste oppositiepartij werd het Forum for the Restoration of Democracy (FORD) aangemerkt. De partij viel echter in aanloop naar de verkiezingen in oktober 1992 uiteen in twee facties: FORD-Asili en FORD-Kenya. FORD-Asili kwam onder leiding te staan van Kenneth Matiba terwijl FORD-Kenya werd geleid door Oginga Odinga. Zittend president Daniel arap Moi, die zich zo lang mogelijk had verzet tegen de invoering van een meerpartijenstelsel hoopte zijn voordeel te kunnen doen uit de verdeeldheid van de oppositie: hij ontbond het parlement en schreef vervroegde verkiezingen uit.

## Uitslag

### Presidentsverkiezingen
Daniel arap Moi werd met 36,35% van de stemmen herkozen als president. De kandidaten van FORD-Asili en FORD-Kenya, Matiba en Odinga, kregen respectievelijk 26% en 17% van de stemmen. Had zich geen splitsing voorgedaan binnen de gelederen van FORD dan was het heel goed mogelijk dat een kandidaat van de oppositie president van Kenia was geworden. Mwai Kibaki, die in het verleden vicepresident was geweest onder Moi kreeg 19,45% van de stemmen. Alle andere kandidaten kregen nog geen procent van de stemmen.
| Kandidaat                         | Kandidaat                         | Partij                            | Stemmen   | %      |
| --------------------------------- | --------------------------------- | --------------------------------- | --------- | ------ |
|                                   | Daniel arap Moi                   | Kenya African National Union      | 1.962.866 | 36,35  |
|                                   | Kenneth Matiba                    | FORD-Asili                        | 1.404.266 | 26,00  |
|                                   | Mwai Kibaki                       | Democratic Party                  | 1.050.617 | 19,45  |
|                                   | Jaramogi Oginga Odinga            | FORD-Kenya                        | 944.97    | 17,48  |
| Overige kandidaten                | Overige kandidaten                | Overige kandidaten                | 38.378    | 0,71   |
| Totaal                            | Totaal                            | Totaal                            | 5.400.324 | 100,00 |
|                                   |                                   |                                   |           |        |
| Geldige stemmen                   | Geldige stemmen                   | Geldige stemmen                   | -         | -      |
| Ongeldige stemmen/ blanco stemmen | Ongeldige stemmen/ blanco stemmen | Ongeldige stemmen/ blanco stemmen | -         | -      |
| Geregistreerde kiezers/ opkomst   | Geregistreerde kiezers/ opkomst   | Geregistreerde kiezers/ opkomst   | 7.900.000 | 69,40  |
| Bron: AED                         |                                   |                                   |           |        |

### Nationale Vergadering
De parlementsverkiezingen werden gewonnen door KANU die 100 zetels kreeg. De twee facties van FORD kregen gezamenlijk 66 zetels. Na de verkiezingen benoemde president Moi nog twaalf parlementariërs; zij behoorden allen tot KANU. Dit bracht het aantal vertegenwoordigers van die partij in totaal op 112.
| Partij                          | Partij                          | % | Zetels |
| ------------------------------- | ------------------------------- | - | ------ |
|                                 | Kenya African National Union    |   | 100    |
|                                 | FORD-Asili                      |   | 31     |
|                                 | Democratic Party                |   | 23     |
|                                 | FORD-Kenya                      |   | 31     |
| Overige partijen                | Overige partijen                |   | 3      |
| Benoemde leden                  | Benoemde leden                  |   | 12     |
| Totaal                          | Totaal                          |   | 200    |
| Geregistreerde kiezers/ opkomst | Geregistreerde kiezers/ opkomst |   | 9,40%  |
| Bron: Nohlen et al.,AED         |                                 |   |        |